# Iznogoud
Iznogoud è un personaggio dei fumetti francese, creato dallo scrittore di fumetti René Goscinny (autore anche di Asterix) e dal fumettista Jean Tabary negli anni sessanta. Dopo la morte di Goscinny, avvenuta nel 1977, Tabary ha continuato a scrivere le storie di Iznogoud.
Nel nome del protagonista, Iznogoud, si cela un gioco di parole: suona all'incirca come l'inglese He's no good, "è un poco di buono".
Finora sono state pubblicate in Francia 32 graphic novel di Iznogoud; dal fumetto è stata anche tratta in una serie di cartoni animati prodotta da Saban Entertainment di 26 per un totale di 52 episodi, tradotta anche in altre lingue. La proprietà della serie è passata alla Disney nel 2001, quando la Disney ha acquisito Fox Kids Worldwide, che include anche Saban Entertainment. La serie non è disponibile su Disney+.

## Sinossi
Iznogoud è il gran visir del califfato di Baghdad, ed è benvoluto dal suo califfo Haroun El Poussah; questi però non sa che egli ha un solo sogno: «essere califfo al posto del califfo», e per fare ciò tutti i piani possibili, dalla magia alla cospirazione politica, al furto, con l'aiuto del fedele Dilat Larat, ma ogni volta, con esiti infelici, gli va sempre male, mandandolo in una situazione inestricabile, che tuttavia non gli impedisce di tornare come se nulla fosse accaduto nell'episodio successivo (Alla domanda sul perché, gli autori risposero creando una serie di nuovi racconti intitolata "I ritorni di Iznogoud", pubblicati nel 1994, che racconta come i personaggi sono riusciti a uscire dalle situazioni difficili in cui si sono trovati negli albi precedenti). Tuttavia, in alcuni albi, e sempre più frequentemente, capita che esca indenne dai suoi piani, nonostante continui a fallire. Inoltre, nonostante si trovi quasi sempre incastrato in queste situazioni, non viene mai ucciso o muore. Il califfo, da parte sua, non si rende mai conto di nulla. Il contrasto tra questi due personaggi, così come la sfortuna del visir nel portare a termine i suoi piani machiavellici e subdoli, sono le principali componenti umoristiche della serie.

## Storia editoriale
La serie ha fatto il suo debutto nella rivista a fumetti franco-belga Record il 15 gennaio 1962 con il titolo, Les aventures du Calife Haroun el Poussah. In seguito si decise che il malvagio personaggio di supporto doveva essere il protagonista della serie, e il fumetto fu rinominato Iznogoud. Nel 1968 riprese la pubblicazione seriale sulla rivista Pilote.
Il gusto di Goscinny per la satira tagliente mantiene sempre originale il formato ripetitivo delle storie, rendendo Iznogoud uno degli antieroi più popolari nel mondo dei fumetti francesi. Le abilità di Goscinny con i giochi di parole, rese famose in Asterix, sono evidenti anche in Iznogoud.
Quando Goscinny morì nel 1977, Tabary decise di portare avanti il lavoro da solo, proprio come fece Albert Uderzo con Asterix. Mentre il periodo Goscinny era caratterizzato da "album" che comprendevano diversi racconti a corto raggio ciascuno, Tabary indirizzò la serie in una nuova direzione, dedicando ogni nuovo album interamente a una singola storia, più grande e molto più dettagliata, di solito ruotando attorno a un unico concetto.
In Italia il personaggio è apparso per la prima volta sulle pagine de Il Giornalino dove veniva chiamato Alì Satan, il suo braccio destro veniva chiamato Mustafà e il califfo Mahno-Masì-Mavah.

## Carattere
Iznogoud è un personaggio divertente grazie alla sua malvagità e al suo brutto carattere: è irascibile, furbo, intelligente, presuntuoso, geloso, crudele, bisbetico, odioso, avaro, avido, egoista, sospettoso, infelice (a causa dei suoi fallimenti) e, inoltre, combina sempre guai, continuando sempre a pensare di poter diventare "califfo al posto del califfo". Così come la Banda Bassotti o Wile E. Coyote inseguono, eternamente senza successo, i loro obiettivi.

## Personaggi ricorrenti
- Califfo Haroun El Poussah: per quanto passivo possa essere, è l'eroe originale della serie. Un uomo grasso con la faccia da bambino, pigro e bonario, come viene presentato nella serie, il califfo di Baghdad è apprezzato dal suo popolo. Mentre tutta Baghdad è a conoscenza delle ambizioni di Iznogoud, l'ingenuo califfo è l'unico a credere nella lealtà del suo gran visir, che chiama "il mio buon Iznogoud" e nel quale ripone tutta la sua fiducia. In ogni episodio, è grazie alla stupidità o alla sfortuna di Iznogoud che egli sfugge agli attacchi orditi dal suo gran visir e conserva il trono senza nemmeno rendersi conto del pericolo a cui è sfuggito.

- Dilat Laraht: fedele scagnozzo di Iznogoud. Dilat è un uomo panciuto e dall'aspetto gioviale che non mostra alcuna qualità apparente, a parte una certa lucidità riguardo all'inutilità dei tentativi del suo padrone, al quale obbedisce nonostante tutto e che chiama "capo". Mentre Iznogoud è solito insultarlo, Dilat cerca spesso di dissuaderlo dal portare a termine i suoi piani, ma senza successo. È a lui che Iznogoud spiega i suoi piani, il che, per estensione, consente al lettore di esserne informato. Spesso egli stesso finisce vittima dei piani di Iznogoud per rovesciare il califfo, e talvolta spetta a lui tirare fuori Iznogoud dalle tristi situazioni in cui quest'ultimo si ritrova generalmente alla fine di ogni racconto (vedi Il ritorno di Iznogoud). Questo perché nella maggior parte dei racconti sceneggiati da René Goscinny, il gran visir incontra una fine inequivocabile: scompare dal mondo reale, viene messo in prigione o venduto come schiavo.

- Sultano Pullmankar (Streetcar in inglese e Motocar in italiano): è un vicino del califfo Haroun El Poussah. È descritto come un uomo permaloso con un potente esercito. Iznogoud tenta spesso di provocare Pullmankar ad arrabbiarsi con il Califfo, al fine di istigare una guerra e poter cosi spodestare il claiffo; tuttavia, Pullmankar non si arrabbia mai con il califfo, ma solo con Iznogoud.

- Il Gran Ciambellano: devoto servitore del Califfo, diventa sempre più importante nel corso degli album dopo la scomparsa di René Goscinny. Non gli piace Iznogoud ed è una delle poche persone a cui importa delle sue ambizioni di diventare califfo al posto del califfo. Per questo motivo, ordisce complotti contro di lui per liberarsene, ma Iznogoud riesce ogni volta a sfuggirgli miracolosamente, ed è lui a ritrovarsi talvolta in situazioni inestricabili. I suoi piani per sbarazzarsi di Iznogoud riecheggiano in qualche modo quelli presenti negli album scritti insieme a Goscinny, solo che non cerca di prendere il posto di Iznogoud, ma forse pensa ai vantaggi che perderebbe se Haroun-El-Poussah scomparisse.

Gli autori Goscinny e Tabary fanno delle occasionali apparizioni nel fumetto. In un episodio, Tabary usa un armadio che viaggia nel tempo per aiutare Iznogoud a impadronirsi del titolo di Califfo. In un altro episodio, Iznogoud ottiene un calendario magico che gli permette di viaggiare nel tempo quando strappa le sue pagine. Ne strappa troppe e viene trasportato nel XX secolo, all'interno dello studio di Tabary. In un altro episodio, Iznogoud ottiene un set di carta da disegno magico che fa scomparire chiunque o qualsiasi cosa disegnata su di esso una volta che la carta viene lacerata. Purtroppo il disegno deve essere realistico, e Iznogoud non è un artista provetto; alla ricerca di un insegnante d'arte incontra Tabary, ribattezzato "Tabary El-Retard".
Gli autori appaiono occasionalmente in momenti "dietro le quinte", come quando Iznogoud viaggia in un paese in uno specchio, e tutto è invertito, compreso il testo dei balloon. Tabary viene mostrato lamentarsi con Goscinny di essere costretto a fare questo frustrante lavoro di "inversione" e lo minaccia, anche con una pistola, per convincerlo a fare una versione "tradotta" non invertita.
L'equipaggio di Redbeard, un'altra serie di fumetti pubblicata su Pilote, appare in "A Carrot for Iznogoud", come ha fatto in molte storie della creazione più famosa di René Goscinny, Asterix.

## Altri media
Oltre al fumetto, Iznogoud è presente in una serie a cartoni animati, in Italia nota come Chi la fa l'aspetti!, e trasmessa per la prima volta su Canale 5 nella metà degli anni 90, all'interno del contenitore Bim Bum Bam, e poi principalmente su Italia 1. Nella versione italiana della serie animata Iznogoud viene chiamato Gran Bailam, il fedele Dilat Larat è diventato El Salam e il califfo (sultano nel cartone animato) Haroun El Poussah è Alì Dormir. 
Iznogoud è protagonista del videogioco per computer Iznogoud del 1987 e del videogioco di tipo piattaforme Saban's Iznogoud pubblicato da Microïds nel 1996 per PC e PlayStation.
Nel 2005 è uscito il film live action Iznogoud, dove il protagonista è interpretato da Michaël Youn, che ha avuto successo in patria.
Il suo nome è stato usato anche come Google bombing: digitandolo si veniva indirizzati alla pagina dell'allora ministro degli Interni francese Nicolas Sarkozy. Questo scherzo è stato poi rimosso.